# 네스토르 키르치네르
네스토르 카를로스 키르치네르 오스토이치(스페인어: Néstor Carlos Kirchner Ostoić, 스페인어 발음: [ˈnestoɾ ˈkaɾlos ˈkiɾʃneɾ], 문화어: 네스또르 끼르츠네르, 1950년 2월 25일 ~ 2010년 10월 27일)는 아르헨티나의 정치가이다. 2003년 ~ 2007년 제43대 대통령을 지냈다.

## 대통령이 되기 이전의 생애
키르치네르는 1950년 2월 25일 남부 파타고니아 지역의 산타크루스 주 리오가예고스에서 태어났다. 라플라타 국립대학에서 법학을 전공했으며, 대학 시절 페론주의 계열의 학생조직에서 활동했다. 1974년 크리스티나 페르난데스를 만나 이듬해 결혼했다.
키르치네르는 1976년 대학을 마친 뒤 대통령이 되기 전까지 고향에서 변호사와 리오가예고스 시장, 산타크루스 주지사 등으로 일했다. 군사독재정부(1976~1983년) 시절에는 정치활동을 했다는 이유로 당국에 체포되기도 했다. 키르치네르는 1991년부터 2003년까지 세 차례 연속 산타크루스 주지사를 역임했다. 이 기간 부인 페르난데스도 2001년 연방상원의원에 선출되면서 아르헨티나에서 가장 영향력 있는 여성 정치인으로 성장했다.

## 대통령 취임
키르치네르는 낮은 지명도에도 불구하고 핵심 페론주의자 가운데 한 명인 에두아르도 두알데 전 대통령의 전폭적인 지원을 받아 대선에서 승리했고, 2003년 3월 25일 대통령에 취임했다. 키르치네르의 정부는 2001~2002년 아르헨티나 사상 가장 혹독했던 경제위기를 극복하고 2003년 이후 연평균 9%대의 GDP 성장률을 기록해 아르헨티나 경제를 회생시켰다. 이는 야권의 비난 공세에도 불구하고 2007년 12월 퇴임할 때까지 55%가 넘는 높은 지지율을 유지하는 요인이 됐다. 2007년 대통령 선거에서 그는 출마하지 않았고, 대신 부인 크리스티나 페르난데스가 출마하여 45%의 득표율로 무난하게 당선됐다. 세계에서 처음으로 부부가 정상적인 선거로 연속하여 대통령에 선출되는 진기록을 세웠다.

## 퇴임 이후
대통령직 퇴임 이후 키르치네르는 집권당 대표를 지내면서 국정을 배후에서 조종해오며 막후 실권자로 통했다. 2009년 6월 말 실시된 총선에서 집권당이 하원에서 과반수를 확보하지 못하고 패한 뒤 대표직에서 물러났으나, 키르치네르는 하원의원에 당선됐다. 2010년 5월 키르치네르는 남미대륙 12개국으로 이루어진 남미 국가 연합 사무총장을 취임했고, 콜롬비아-베네수엘라 단교 사태 문제를 해결하는 데 기여했다. 이와 같이 국내와 국제 정치 무대에서 계속 활동했으나, 심장병으로 건강이 악화된 상태였다. 2010년 두 차례 심장 수술을 받았고, 10월 27일 고향 산타크루스 주에서 휴가를 보내던 중 갑작스럽게 심장마비를 일으켜 곧 병원으로 이송됐으나 서거했다. 향년 61세

## 같이 보기
- 키르치네르주의
- 페론주의
- 승리를 위한 전선
- 크리스티나 페르난데스

## 역대 선거 결과
| 선거명      | 직책명              | 대수 | 정당             | 1차 득표수 | 1차 득표율  | 2차 득표수 | 2차 득표율 | 결과 | 당락  |
| ----------- | ------------------- | ---- | ---------------- | ---------- | ----------- | ---------- | ---------- | ---- | ----- |
| 2003년 선거 | 아르헨티나의 대통령 | 43대 | 승리를 위한 전선 | 22.25%     | 4,313,131표 |            |            | 2위  | [ 3 ] |